# Leonidisk vers
Leonidisk vers är ett versmått där slutstavelsen rimmar med huvudcesuren, kan vara hexameter eller pentameter.
Den leonidiska versen, som förekommer redan hos klassiska författare som Ovidius, var populär under medeltiden och uppkallades efter den italienske poeten Leo, verksam vid mitten av 1100-talet.